# Sonja Hočevar
Sonja Hočevar (r. Kobal), slovenska sopranistka, operna in koncertna pevka, * 3. marec 1927, Ajdovščina. 

## Življenje in delo
Rodila se je v družini trgovskega poslovodje Janeza in gospodinje Marije Kobal. V Ljubljani je končala srednjo ekonomsko šolo, nato pa v letih 1946-1948 na Srednji glasbeni in baletni šoli pri Kseniji Kušej-Novak študirala solopetje. Postala je članica zbora Opere SNG v Ljubljani. Po svojem prvem javnem nastopu leta 1953 pa je postala solistka in pela večino koloraturnih vlog na odru ljubljanske Opere. Kot zelo muzikalna pevka posebno lepega glasu in izredne pevske tehnike se je uveljavila tudi na koncertnem odru. Poleg samostojnih gostovanj v Zagrebu, Beogradu in Mariboru je nastopala tudi na Češkoslovaškem, v Franciji, Italiji, Nemčiji in Sovjetski zvezi. Med njenimi najbolj dognanimi in skladno poustvarjenimi opernimi liki so bili: Rozina (Gioacchino Rossini, Seviljski brivec), Lucia Lammermoorska (Gaetano Donizetti, Lucia di Lammermoor), Olimpija (Jacques Offenbach, Hoffmanove pripovedke), Zerbineta (Richard Strauss, Ariadna na Naksosu), Carica iz Šemahe (Nikolaj Rimski-Korsakov, Zlati petelin). Na začetku pevske kariere je prepevala tudi zabavno glasbo in se lepo uveljavila kot pevka popevk. Njen brat je bil operni pevec (tenorist) Ljubo Kobal.